# 映画化

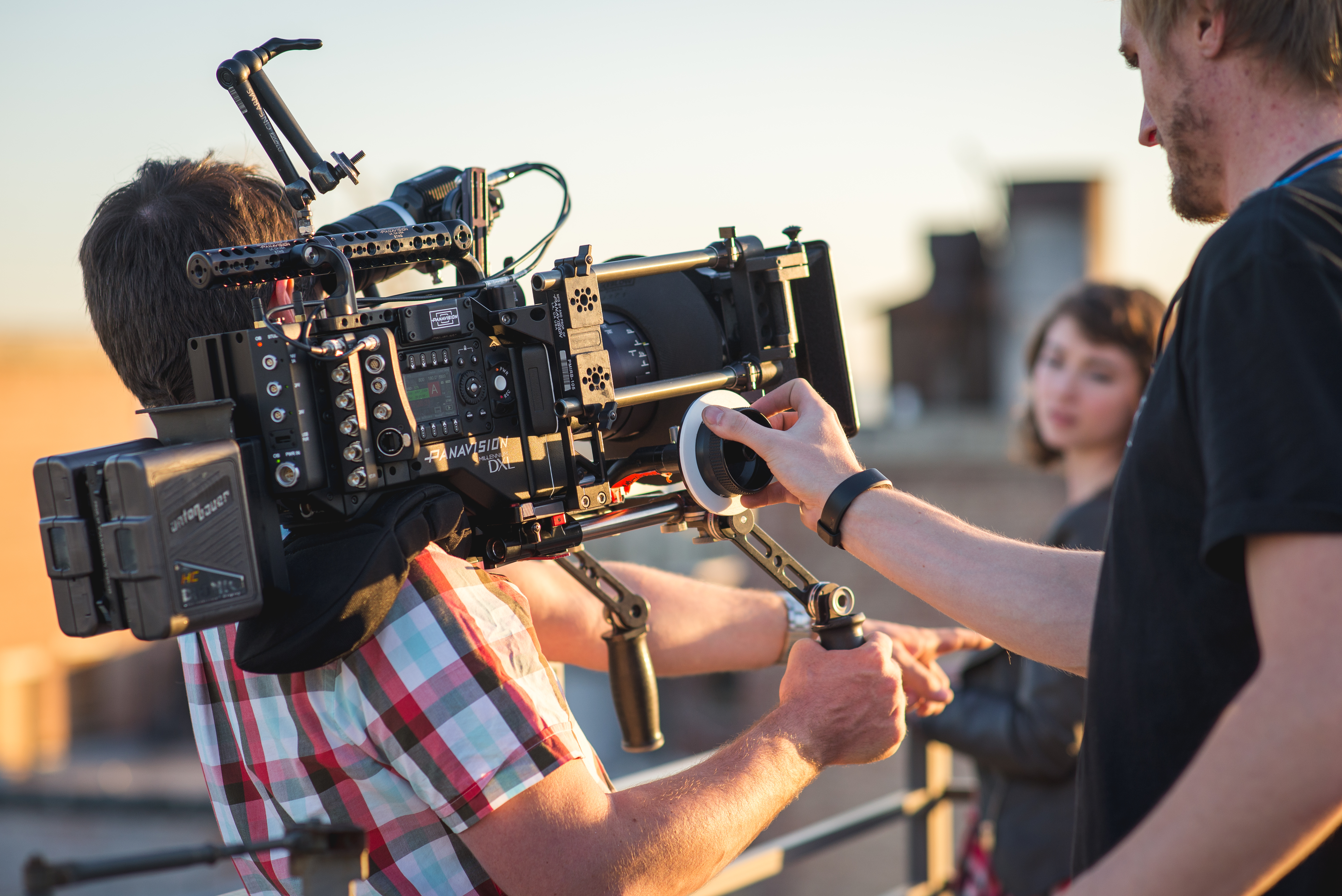
カメラのフォーカスを調整中の様子

映画化（えいがか、英語: film adaptation）とは、ある作品や物語の全体または一部を映画として製作することである。製作された映画そのものは、他のメディア化作品との区別を図る意味で「劇場版」と呼称される場合もある。二次的著作物の一種とされることもあるが、近年ではRobert Stamなどの学術研究者によって、映画化はある種の対話的なプロセスとして概念化されるようになった。

## 概要
映画化のもっとも一般的な形態は原作として小説を利用するものであるが、その他にも、ノンフィクション（新聞などの記事や批評を含むジャーナリズム関係も）や、自伝的作品、漫画、戯曲、聖書の内容、歴史資料、さらには他の映画などが映画化される。このような多様な資料からの映画化は、19世紀のヨーロッパで映画が誕生した当初から、映画製作のいたるところで行われてきた。リメイクとは対照的に、映画監督は通常、映画化においては、より自由な創造性を発揮することができる。

## 省略と改変（Elision & interpolation）
1924年、エリッヒ・フォン・シュトロハイムは、フランク・ノリスの小説『マクティーグ』の内容通りの映画化を、『グリード』という作品で試みた。出来上がった映画は9時間半もの長さになったが、スタジオの強い要望により4時間にカットされた。その後、（シュトロハイムの意見を聞かないまま）、再び2時間程度にカットされた。その結果、ほとんど支離滅裂な映画になってしまった。それ以来、小説の内容すべてを映画にしようとする監督はほとんどいなくなった。そういうわけで、「省略（Elision、エリジオン）」というプロセスは必要不可欠なものとなっている。
また、映画化にあたっては、映画の都合上必要なシーンを挿入したり、登場人物を創作したりすることもある。特に、小説が文学的な大河小説や年代記のようなシリーズ物の長編小説の一部である場合、その傾向は顕著である。映画化する作品だけだと、シリーズ内での出来事や事件の内容がわからない場合もあり、そのため、一本の映画の中にシリーズ内の別の作品の内容が挿入されることになる。また、付加的な形、かつ、多くの議論を呼ぶ形で、映画製作者は新しい登場人物を作り出したり、原作にはまったく存在しないストーリーを作り出したりする。映画製作にかかわる脚本家や監督、映画スタジオは、想定する観客の嗜好を汲み取るかたちで特定のキャラクターの登場時間を増やしたり、新しいキャラクターを生み出したりすることを望むかもしれない。例えば、William J. Kennedyのピューリッツァー賞受賞作『Ironweed』には、ヘレンという名の娼婦が短時間登場するが、映画会社は、その作品を映画化する際に、この映画を女性の観客に見てもらおうと考え、メリル・ストリープをこの役に起用した。そのため、ヘレンは映画の中で重要な役割を担うことになった。一方で、物語の語り手として、新しいキャラクターが考案されることもある。

## 賞
多くの主要な映画賞では、オリジナル脚本賞とは別に脚色賞が設けられている。
しかし、未発表の作品を映画化した場合、脚本がどの部門に該当するかは、賞によって規定が異なる。1983年、カナダのジニー賞は、原作が未発表であると判明した結果、映画『Melanie』に授与した脚色賞を取り消し、2017年には、未発表の劇場用演劇作品を映画化した映画『ムーンライト』が、一部の賞では脚色賞として分類されノミネートされたが、他の賞ではオリジナル脚本賞として扱われた。

## 映画の脚色
映画の脚本がオリジナルの場合、小説や戯曲などの二次的著作物の元になることもある。例えば、映画会社は自社の人気タイトルのノベライズを依頼したり、タイトルの権利を出版社に売ったりする。このようなノベライズ作品は、依頼を受けて書かれることが多く、初期の脚本しか資料がないまま作家が書くこともある。そのため、ノベライズ作品は劇場で上映される映画とはかなり異なるものになる場合が多い。
ノベライズ化は、商業的な理由でキャラクターや出来事を作り上げることがある（例：カードゲームやコンピュータゲームのマーケティング、出版社によるシリーズ内の他の小説の宣伝、シリーズ作品間の連続性を持たせるためなど）。
小説家が自分の脚本をもとに、映画化とほぼ同時に小説を書き上げる事例もある。『2001年宇宙の旅』のアーサー・C・クラークも、『第三の男』のグレアム・グリーンも、自らの映画のアイデアを小説の形にした（ただし、『第三の男』の小説版は、小説として発表するためというよりは、脚本制作を助けるために書かれたものだった）。ジョン・セイルズとイングマール・ベルイマンの両監督は、映画として製作を開始する前に、自らの映画のアイデアを小説として書いているが、両監督ともその散文的な小説を出版することは許可していない。
最後に、映画に触発されて演劇化された例もある。ジョン・ウォーターズ監督の映画『ヘアスプレー』や『クライ・ベイビー』は、その後、舞台演劇として成功し、他の映画の舞台化にも拍車をかけている。モンティ・パイソンの映画を基にしたブロードウェイミュージカル『スパマロット』も、その一例である。また、映画を原作とした舞台ミュージカルが映画化されるという珍しいケースとして、2005年に、メル・ブルックス監督の傑作コメディ映画『プロデューサーズ』を原作とする舞台ミュージカルを映画化した作品（『プロデューサーズ』）が公開されたことがある。